# Sobór Przemienienia Pańskiego w Biełoziersku
Sobór Przemienienia Pańskiego – prawosławny sobór w Biełoziersku, w obrębie Kremla biełozierskiego, w eparchii czeriepowieckiej Rosyjskiego Kościoła Prawosławnego.

## Historia
Sobór znajduje się w obrębie Kremla biełozierskiego i został zbudowany w II połowie XVII wieku. Budowa rozpoczęła się w r. 1668 i zakończyła w kolejnej dekadzie. W końcu XVIII i na początku XIX w. świątynia była przebudowywana.
Sobór, w którym nabożeństwa odbywały się jedynie wiosną i latem, stanowił jeden kompleks prawosławnej architektury sakralnej z cerkwią św. Bazylego Wielkiego, czynną jesienią i zimą, a także dzwonnicą.
W ZSRR cerkiew została zamknięta i zaadaptowana na magazyn. Od zniszczenia uratowała ją opinia specjalistów z Muzeum Rosyjskiego, którzy w 1931 r. zaliczyli sobór do świątyń o szczególnej wartości artystycznej. Od 1960 r. budowla posiadała status zabytku, zaś w latach 1975–1976 została odremontowana.
Odremontowany sobór był do 2017 r. jednym z obiektów obwodowego muzeum krajoznawczego w Biełoziersku, zaś we wskazanym roku został przekazany na własność eparchii czeriepowieckiej Rosyjskiego Kościoła Prawosławnego. Muzeum zachowało jednak prawo do tego, by nieodpłatnie administrować budynkiem, a nabożeństwa w świątyni odbywają się wyłącznie w święto patronalne.

## Architektura
Sobór został wzniesiony z białego kamienia na planie czworoboku, z trzeba absydami ołtarzowymi od wschodu. Zwieńczony jest pięcioma cebulastymi kopułami usadowionymi na bębnach. Budowla jest bardzo oszczędnie dekorowana z zewnątrz – ściany zewnętrzne nie posiadają prawie żadnych zdobień poza pilastrami oraz portalami. Bogato rzeźbiona jest jedynie powierzchnia bębnów, zdobionych w stylu uzoroczja.
Znajdujący się na wyposażeniu soboru ikonostas powstał na przełomie XVIII i XIX w.